# 정교사 귀휴
정교사 귀휴(正敎師歸休)는 1957년 11월 1일부터 1963년까지 존재하던 대한민국의 병역 제도로, 교사의 자격을 가지고 입대한 자, 정교사로 재직 중 휴직하고 입대한 자를 대상으로 일정 기간 동안 현역 복무 후 귀휴 조치가 된 다음 교사로 임용 또는 복직하면 제2국민병역으로 편입하도록 한 귀휴병 제도 중 하나이다. 이 제도의 대상자는 사범학교 졸업 후 입대한 자와 교사 재직중 휴직하고 입대한 자였으며, 이 제도의 대상이 된 복무자는 교직보유병(敎職保有兵)으로 불렀다. 줄여서 교보병(敎保兵)으로 불렀으며, 병역법 명칭으로는 단기현역병(短期現役兵)으로 불렀다.

## 역사
- 1957년: 현역병으로 복무중인 자 중에서 정교사로 근무중 휴직하고 군에 입대한 자 중 1년 이상 복무한 자를 대상으로 귀휴를 실시, 2년 이상 복무한 자는 전역을 실시.[1]
- 1963년: 폐지

## 복무
1957년 병역법 제6조에 의하면 육군과 해병대는 2년, 해군과 공군의 복무기간은 3년이었으나, 실제로 당시의 일반 육군 현역병 복무자의 군복무기간은 해군과 공군과 동일한 36개월(3년)이었다.
정교사 귀휴는 1957년 병역법 제8조 규정에 의하여 군사상 지장이 없는 경우에 한해 사범학교 졸업자, 정교사의 자격을 가진 현직 국민학교 정교사, 사범대학을 졸업 후 각급학교 정교사 재직중인 자로, 학과별 학년별 정원내의 대학생을 대상으로 하였다. 법에 따른 정교사 귀휴 대상자의 재영기간은 6개월이었지만 12개월(1년)동안 군복무를 하면 귀휴조치가 되었다. 이 귀휴조치가 된 날로부터 6개월 이내에 교사로 임용되거나 재직하던 교사로 복직하면 제2국민병역으로 편입되었으며, 6개월 이내에 교사로 임용되지 않았거나 재직되지 않은 경우에는 징병검사에서 군복무가 결정되었다. 여기에서 군복무가 결정된 경우, 소집되어 일반 현역병과 동일한 복무기간으로 복무해야 하였고, 귀휴조치 이전에 복무한 기간은 복무기간에 산입되었으며, 제2예비역에 편입되면 현역병으로 복무한 기간과 귀휴 후의 기간을 제2예비역 기간에 산입하였다.
| 구분             | 구분             | 귀휴 비대상자 복무기간 | 귀휴 비대상자 복무기간 | 귀휴 비대상자 복무기간 | 학적보유 귀휴대상자 복무기간 (군종 여부 불문) |
| 구분             | 구분             | 육군                   | 해군                   | 공군                   | 학적보유 귀휴대상자 복무기간 (군종 여부 불문) |
| ---------------- | ---------------- | ---------------------- | ---------------------- | ---------------------- | --- |
| 연도             | 1957년 ~ 1958년  | 3년                    | 3년                    | 3년                    | 1년 |
| 연도             | 1959년 ~ 1961년  | 2년 9개월              | 3년                    | 3년                    | 1년 |
| 연도             | 1962년 ~ 1963년  | 2년 6개월              | 3년                    | 3년                    | 1년 |
| 복무만료 시 계급 | 복무만료 시 계급 | 상등병                 | 상등병                 | 상등병                 | 이등병 |
| 비고             | 비고             |                        |                        |                        | - 귀휴조치 시점으로부터 6개월 이내에 교사임용 또는 복직시 제2국민병역 편입 - 귀휴조치 시점으로부터 6개월 이내에 교사임용이 되지 않거나 복직되지 않은 경우에는 징병검사 후 복무가 결정. 복무가 결정될 경우 귀휴조치가 되기 전에 군복무한 기간이 인정되어 비대상자 복무기간의 남은 복무기간과 동일하며, 제2예비역에 편입시 군복무한 기간, 귀휴조치 후의 기간이 제2예비역 기간에 산입 |

## 같이 보기
- 대한민국의 병역 제도
- 귀휴병
- 학적보유자 귀휴